# The Mammoth Book of Best New Horror 16
The Mammoth Book of Best New Horror 16 är den sextonde volymen i antologiserien med samma namn. Den publicerades 2005 på det brittiska bokförlaget Robinson och i USA på Carroll & Graf.
Vissa av novellerna har prisbelönats; se nedan.

## Innehåll
- "Introduction: Horror in 2004" av Stephen Jones
- "Forbidden Brides of the Faceless Slaves in the Nameless House of the Night of Dread Desire" av Neil Gaiman (Locuspriset 2005)[1]
- "Lilies" av Iain Rowan
- "Breaking Up" av Ramsey Campbell
- ""The King", in: Yellow" av Brian Keene
- "A Trick of the Dark" av Tina Rath
- "The Mutable Borders of Love" av Leslie What
- "Flour White and Spindle Thin" av L. H. Maynard och M. P. N. Sims
- "Tighter" av Christa Faust
- "Restraint" av Stephen Gallagher
- "Israbel" av Tanith Lee
- "The Growlimb" av Michael Shea (World Fantasy Award 2005)[2]
- "This Is Now" av Michael Marshall Smith
- "Remnants" av Tim Lebbon
- "Safety Clowns" av Glen Hirshberg
- "The Devil of Delery Street" av Poppy Z. Brite
- "Apocalypse Now, Voyager" av Jay Russell
- "Stone Animals" av Kelly Link
- "Soho Golem" av Kim Newman
- "Spells for Halloween: An Acrostic" av Dale Bailey
- "My Death" av Lisa Tuttle
- "The Problem of Susan" av Neil Gaiman
- "Necrology: 2004" av Stephen Jones och Kim Newman